# 凍結制度協調委員會
凍結制度協調委員會（葡文縮寫：CCRC），在澳门特别行政区行政長官管轄及指導下運作。

## 職權
- 設立及維護包含被指認的自然人、法人及實體，以及被凍結資產的最新登記的公開資料庫，並於其互聯網網站中上載相關資料；
- 將第6/2016號法律第六條第一款所規定行為的公佈，以及按第九條第一款採取的措施，通知第2/2006號法律《預防及遏止清洗黑錢犯罪》第六條規定的實體；
- 就第6/2016號法律規定的責任和義務，向第2/2006號法律第六條規定的實體提供具體指引，並發出特定指示，以確保該等責任和義務的履行；
- 應要求發表意見，尤其就第6/2016號法律第九條、第二十條、第二十三條、第二十四條、第二十七條、第二十九條及第三十條規定的範疇；
- 執行第6/2016號法律規定的其他職責。

## 組織法例
- 第6/2016號法律（2016年8月29日《澳門特別行政區公報》）凍結資產執行制度。

## 成員
根據相關批示，委員會為一具跨範疇的實體，由公共行政當局的代表組成，並在有需要時可加入與委員會職權相關範疇的專業人士。

### 主席
行政長官岑浩輝

### 成員
- 警察總局局長梁文昌，並擔任協調員
- 檢察院助理檢察長郭婉雯
- 海關代任助理關長葉華釗或其指派的代表
- 法務局局長梁穎妍或其指派的代表
- 澳門金融管理局行政管理委員會主席陳守信或其指派的代表
- 司法警察局局長薛仲明或其指派的代表